# Yang Chen
Yang Chen (楊晨T, 杨晨S, Yáng ChénP; Pechino, 17 gennaio 1974) è un allenatore di calcio ed ex calciatore cinese, di ruolo attaccante, attuale tecnico della Nazionale di calcio cinese Under-16.

## Palmarès

### Club

#### Competizioni nazionali
- Coppa della Cina: 2

Beijing Guoan: 1996, 1997
- Supercoppa di Cina: 1

Beijing Guoan: 1997